# 雷·奧茲
雷蒙·奧茲（Raymond Ozzie，1955年11月20日—），暱稱雷·奧茲（Ray Ozzie），生於美國伊利諾州芝加哥，美國程式設計師。他是IBM Lotus Notes的創造者之一，後效力於微軟，曾擔任微軟首席軟體架構工程師（chief software architect），是將微軟帶向網路及雲端運算事業的重要一員。

## 生平
1979年，於伊利诺伊大学厄巴纳-香槟分校取得電腦科學學士學位。在伊利諾大學就讀期間，曾參與柏拉圖系統的研發。
1997年，他成立Groove Networks，2005年被微軟併購。
奧茲在2005年進入微軟。2006年，接任軟體部主管，成為微軟三個首席技術長之一。他發表了著名的備忘錄「網路服務斷裂」 (Internet Services Disruption)，揭示了微軟加入雲端運算服務的目標。同年6月15日，接下比爾·蓋茲微軟首席軟體架構工程師的位子。
2010年10月18日，微軟宣布他卸下職務退休。
2012年1月，奧茲成立一間新公司，Cocomo。

## 外部連結
- 備忘錄－網路服務斷裂